# 埼玉県民歌
「埼玉県民歌」（さいたまけんみんか）は、太平洋戦争中の日本で埼玉県が制定した初代の県民歌である。作詞・金井政一、作曲・服部正。本項では、同じレコードのB面に収録されている「埼玉民謡」（さいたまみんよう）についても解説する。

## 解説
1942年（昭和17年）9月に埼玉県と大政翼賛会埼玉県支部の共同事業として、
- 甲（県史に鑑み郷土の誇りを表徴した質実剛健、典雅なもの）
- 乙（銃後の誠を示し健全明朗、郷土色豊かなもの）

の2部門につき歌詞の懸賞募集を実施した。審査の結果、甲篇は児玉郡松久村（現在の美里町）在住の国民学校教員・金井政一の、乙篇は北埼玉郡三田ヶ谷村（現在の羽生市）の東京帝国大学文学部在校生・宮澤章二の応募作が入選となり、甲篇には「埼玉県民歌」、乙篇には「埼玉民謡」とそれぞれ題名が付けられた。
入選作の発表後に音楽文化協会を通じて服部正が「埼玉県民歌」、佐々木俊一が「埼玉民謡」の作曲をそれぞれ依頼され、11月17日に埼玉会館で発表会が行われた。翌1943年（昭和18年）3月にはビクターレコード（現在のJVCケンウッド・ビクターエンタテインメント）からA面に鳴海信輔と大谷洌子が歌う「埼玉県民歌」、B面に小唄勝太郎と鈴木正夫が歌う「埼玉民謡」をそれぞれ吹き込んだレコードが発売されている。
廃止の時期は明確になっていないが、大政翼賛会が制定に関与していることから1945年（昭和20年）に戦争が終結した後は同時期に制定された初代「山口県民歌」や熊本県の「菊池盡忠の歌」と同様に連合国軍最高司令官総司令部（GHQ/SCAP）から演奏を禁止されたとみられる。短命に終わった「埼玉県民歌」の廃止から約20年のブランクを経た後、1965年（昭和40年）に現在の「埼玉県歌」が制定された。
なお「埼玉民謡」で入選した宮澤章二は後に下総皖一の知己を得て本格的に作詞家として活動し、多数の校歌や童謡を残している。